# Esymus sesquivittatus
Esymus sesquivittatus es una especie de coleóptero de la familia Scarabaeidae.

## Distribución geográfica
Habita en el sur de la España peninsular y el Magreb.